# Рейнджер-4
Рейнджер-4 (англ. Ranger 4) — американская автоматическая межпланетная станция, запущенная 23 апреля 1962 года, с мыса Канаверал LC-12 ракетой-носителем Атлас-Аджена B. Аппарат был идентичен своему предшественнику — Рейнджеру-3. Рейнджер-4 нёс на себе капсулу, которая содержала гамма-спектрометр и магнитный сейсмометр. Капсулу массой 42,6 кг планировалось сбросить в районе Океана Бурь и проводить исследования в течение 30 суток.
Запуск аппарата считается неудачным, причина тому — выход из строя бортовой радиоаппаратуры, из-за чего аппарат не смог отрабатывать подаваемые с Земли команды. Продолжительность полёта аппарата — 63 часа и 57 минут.

## Цели

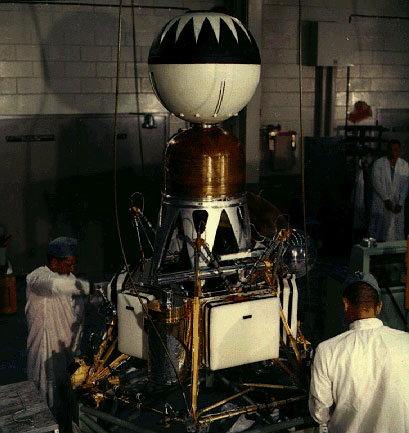
Стерилизация Рейнджера-4.

Научные задачи были аналогичны задачам своего предшественника - Рейнджера-3:
- Получение телевизионных изображений лунной поверхности при подлете к Луне.
- Регистрация сейсмических колебаний поверхности Луны.
- Регистрация гамма-излучения.
- Определение концентрации радиоактивных элементов в лунных породах по гамма-излучению.
- Изучение характеристик поверхности Луны.
- Изучение характера отражения сигналов радиолокационного альтиметра от поверхности Луны.

## Устройство
Рейнджер-4 был идентичен своему предшественнику — Рейнджеру-3. На основании аппарата была закреплена капсула с приборным контейнером, научной аппаратурой, служебным и вспомогательным оборудованием, обеспечивающим отделение капсулы от аппарата и прилунение контейнера. В верхней части контейнера располагалась всенаправленная антенна, а на боковой поверхности установлена телевизионная камера.
Суммарная масса аппарата составляет 331,1 кг (в том числе каркас — 36 кг, капсула — 42,6 кг). Высота аппарата — 3,12 метров, размах развёрнутых солнечных батарей составляет 5,18 метров.
Аппарат питается от 2 панелей солнечных батарей общей площадью 1,8 м² с 8680 ячейками фотоэлектрических элементов суммарной мощностью 135 Вт. Масса панелей солнечных батарей составляет 19 кг. Электроэнергия накапливается в Серебряно-цинковом аккумуляторе весом 11 кг и ёмкостью 1000 Вт·час. Спускаемая капсула питается от 6-ти серебряно-кадмиевых аккумуляторов находящихся в приборном отсеке.

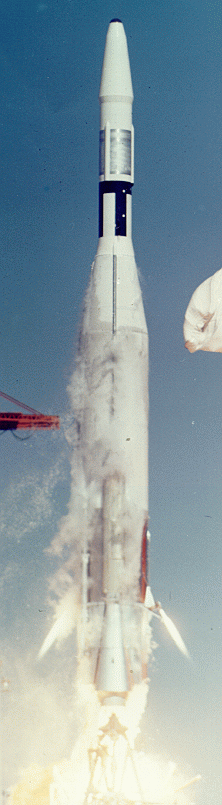
Запуск ракеты-носителя Атлас-Аджена B c «Рейнджером-4» на борту, 23 апреля 1962 года.

Система ориентации включает 6 датчиков направленных на Солнце и 3 датчика направленных в сторону Земли. Маневрирование аппарата осуществляется 10 реактивными соплами, работающих на гидразине. Топливо хранится в резиновом бачке под давлением 210 кг/см², помещенном в герметичный контейнер. Датчики и управляющие реактивные сопла размещены в нижней части основания аппарата.
Система связи включает направленную антенну с высоким коэффициентом усиления, с параболическим отражателем диаметром 1,2 м, смонтированным на штанге и прикрепленным к основанию аппарата.
Лунная капсула и приборный контейнер, представляют собой контейнер сферической формы диаметром 30,5 см помещенным в амортизирующую радиопрозрачную оболочку из бальзового дерева диаметром 63,5 см, пространство между контейнером и оболочкой заполнено маслом. Плавающий в масле контейнер примерно через 20 мин после удара о поверхность Луны устанавливается неподвижно внутри оболочки антенной вверх. После прилунения из оболочки выбиваются 2 заглушки после чего масло вытекает на поверхность.
Для поддержания внутри контейнера определенной температуры, использовалось кипячение дистиллированной воды весом 1,7 кг. По изменению температуры в контейнере предполагалось определить температуру поверхности Луны. В контейнере был размещён сейсмометр, 6 серебряно-кадмиевых аккумуляторов, передатчик и сама антенна.
Аппарат проходил термическую и предстартовую стерилизацию.

## Полёт
Запуск аппарата состоялся 23 апреля 1962 года с мыса Канаверал LC-12 ракетой-носителем Атлас-Аджена B. Полет ракеты-носителя проходил по программе, близкой к расчетной. Вскоре после запуска вышла из строя бортовая радиоаппаратура, вследствие чего аппарат не смог отрабатывать передаваемые с Земли команды. Получение телевизионных изображений поверхности Луны и отделение приборного контейнера осуществить не удалось. 26 апреля 1962 года аппарат упал на невидимую сторону Луны в точке с координатами 5°09′ ю. ш. 130°42′ з. д. / 5,15° ю. ш. 130,7° з. д..

## Галерея

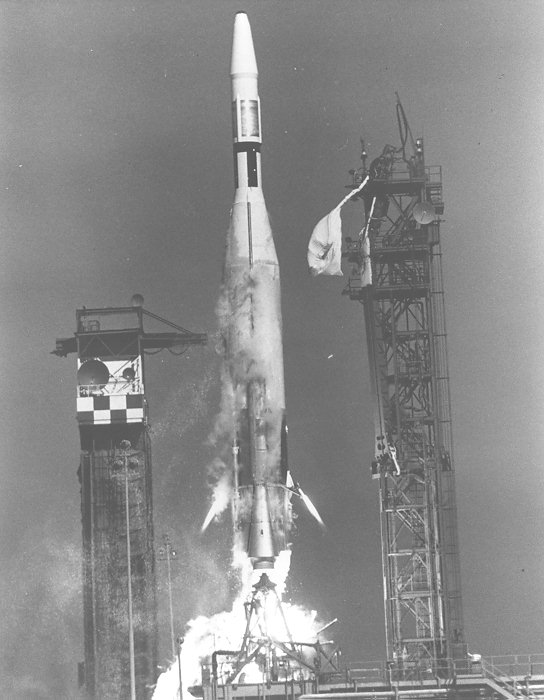
Запуск Рейнджера-4
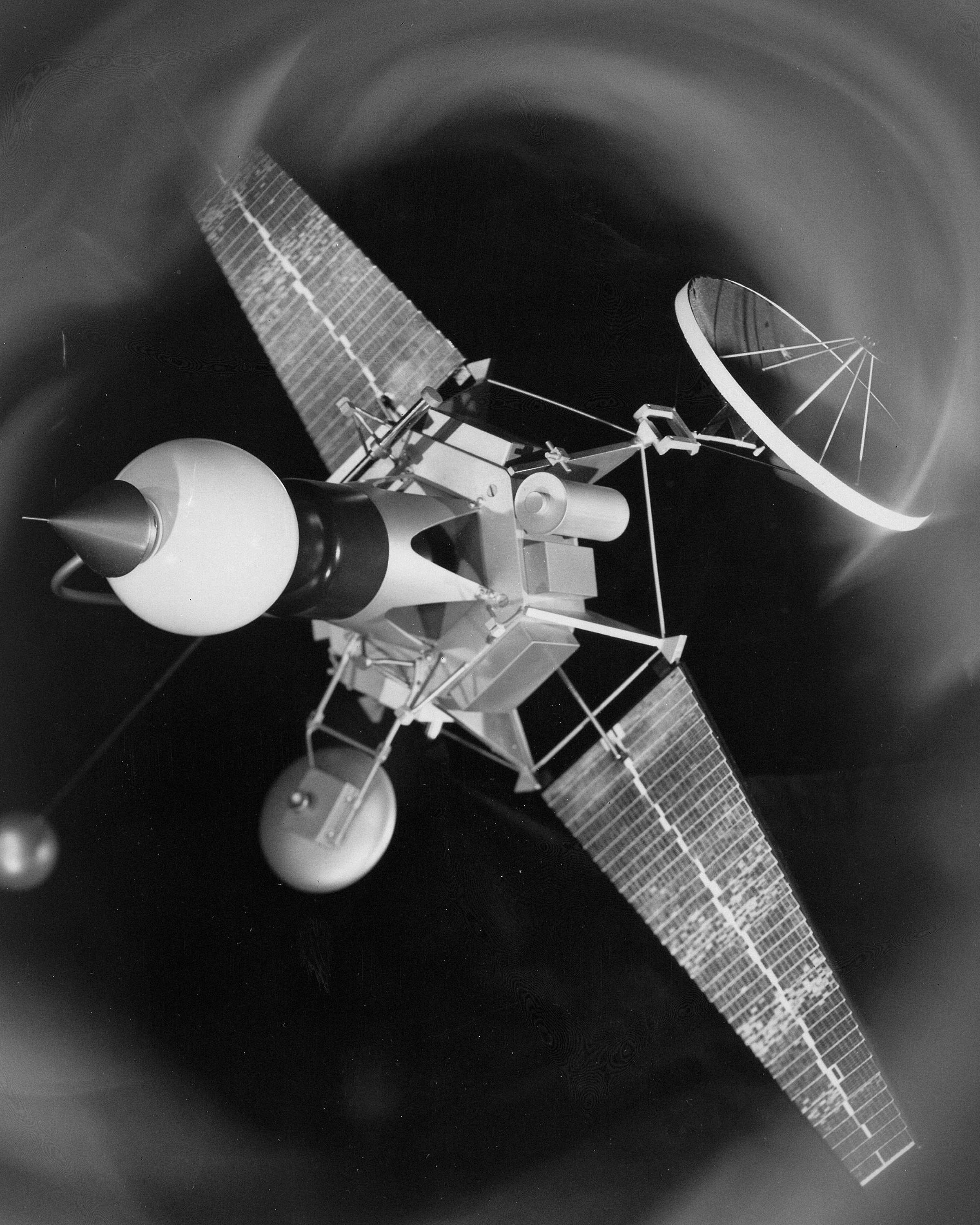
Полёт Рейнджера-4 в представлении художника
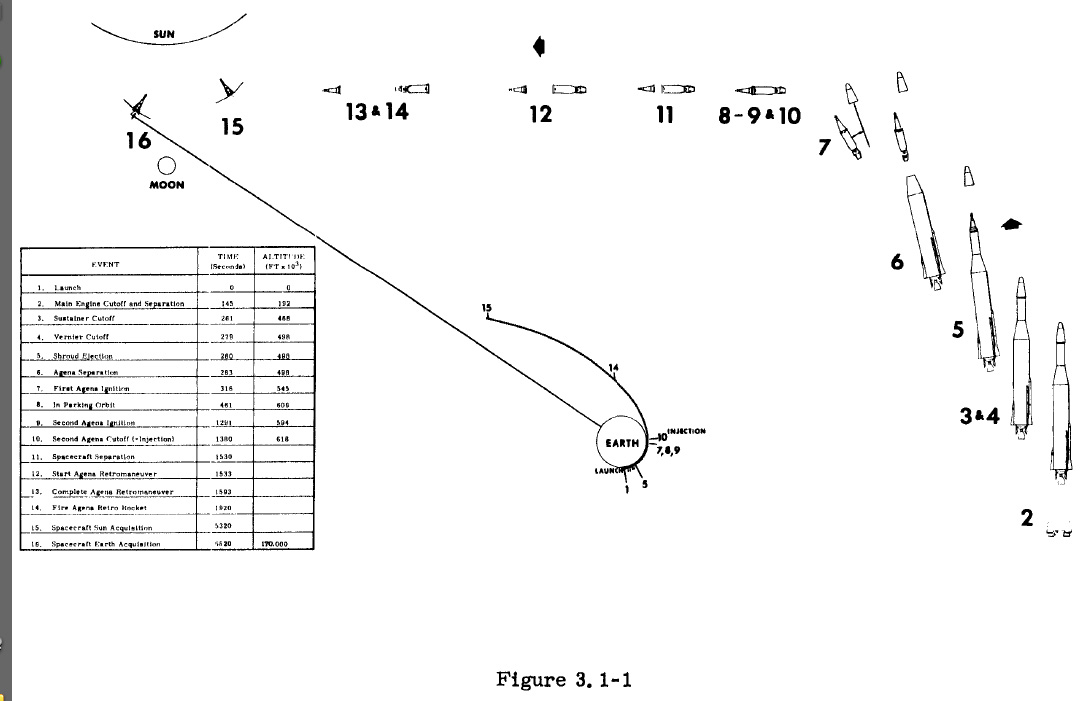
Этапы запуска и полёта
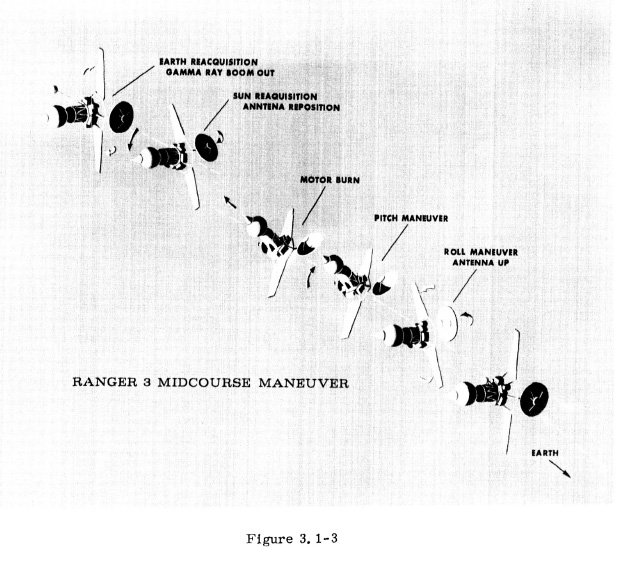
Маневрирование во время полёта
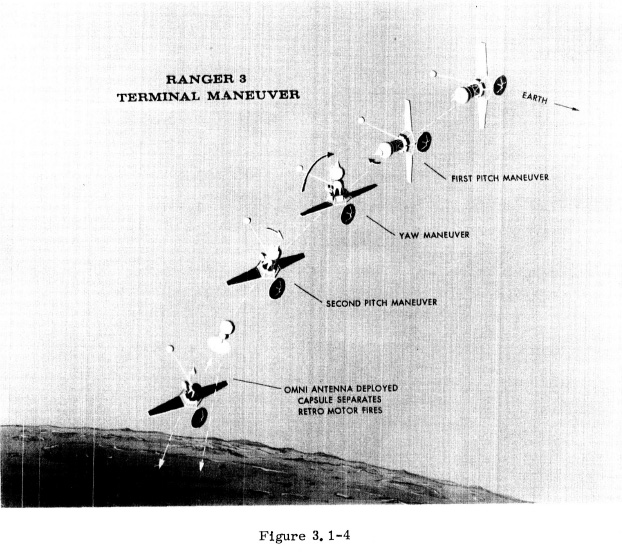
Заключительные этапы полёта